# Corticaria foveola
Corticaria foveola är en skalbaggsart som först beskrevs av Beck 1817.  Corticaria foveola ingår i släktet Corticaria, och familjen mögelbaggar. Arten är reproducerande i Sverige.